# Devine (Texas)
Devine is een plaats (city) in de Amerikaanse staat Texas, en valt bestuurlijk gezien onder Medina County.

## Demografie
Bij de volkstelling in 2000 werd het aantal inwoners vastgesteld op 4140.
In 2006 is het aantal inwoners door het United States Census Bureau geschat op 4482, een stijging van 342 (8,3%).

## Geografie
Volgens het United States Census Bureau beslaat de plaats een oppervlakte van
8,1 km², geheel bestaande uit land. Devine ligt op ongeveer 197 m boven zeeniveau.

## Plaatsen in de nabije omgeving
De onderstaande figuur toont nabijgelegen plaatsen in een straal van 24 km rond Devine.